# Lealista (Revolução Americana)

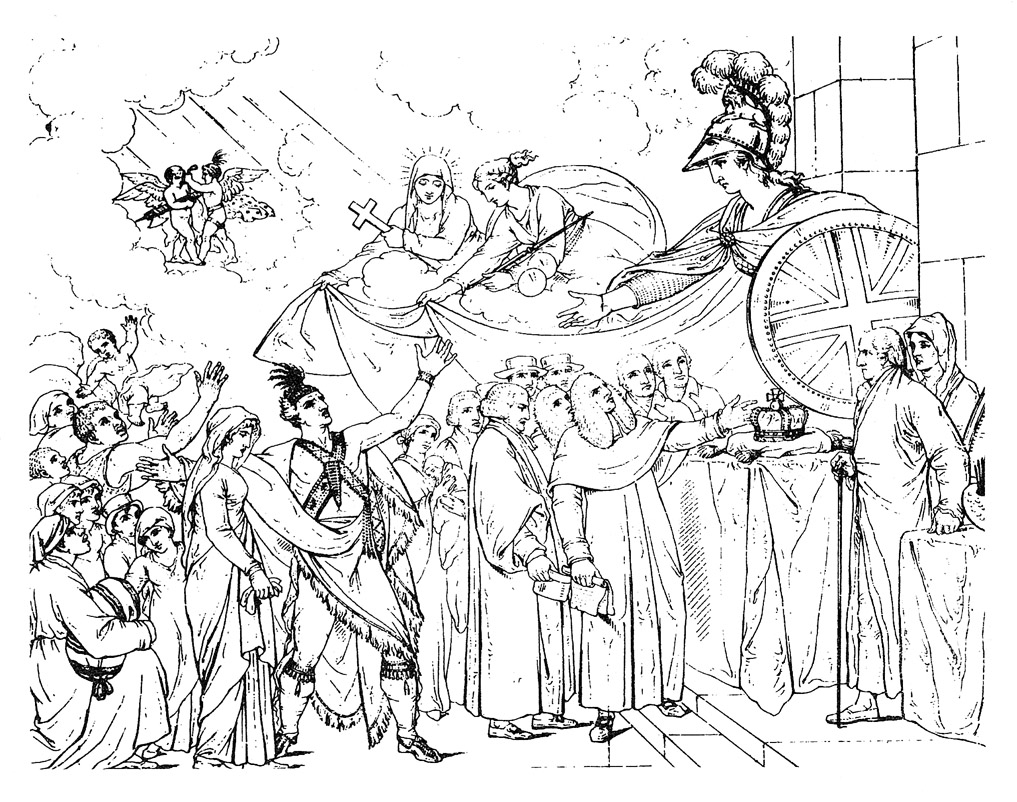
A Britânia oferece consolo e uma promessa de compensação para os seus exilados americanos. (Recepção dos lealistas americanos pela Grã-Bretanha no ano de 1783. Gravura por H. Moses de Benjamin West.)

Lealistas eram colonos americanos que permaneceram leais a Coroa Britânica durante a Guerra Revolucionária Americana. Naquele período eles eram chamados de Tories, Realistas ou Homens do Rei; os patriotas (americanos pró-independência) os chamavam de "pessoas hostis a liberdade da América". Depois da derrota na guerra de independência, é estimado que pelo menos 15% da população lealista, ou cerca de 65 000–70 000 pessoas, fugiram para vários territórios do Império Britânico (como o Canadá ou a própria Inglaterra). Os lealistas do sul fugiram, em sua maioria, para Flórida, que na época ainda estava sob domínio britânico, ou para o Caribe, enquanto os lealistas nortenhos se mudaram em peso para as regiões de Ontário, Quebec e Nova Escócia. A Coroa os compensou com terras e dinheiro, quando possível.
Historiadores acreditam que entre 15% a 20% da população de 2,5 milhões de colonos brancos (ou cerca de 300 000-400 000 homens, mulheres e crianças) nos Estados Unidos eram lealistas.